# Gloeiverliesmethode
De gloeiverliesmethode is een manier om te bepalen hoeveel organische stof er in een monster aanwezig is, door te meten hoeveel massa een droog monster kwijt raakt als het wordt uitgegloeid in lucht.
Het monster kan een bodemmonster zijn, maar ook een monster van bodemas van een afvalverbrandingsinstallatie of een monster van slib van een rioolwaterzuiveringsinstallatie.   
Dit doet men met een porseleinen kroesje en een bunsenbrander.
Het monster wordt eerst gedroogd en dan gewogen. Het monster wordt dan in het porseleinen kroesje gestrooid daarna wordt het porseleinen kroesje met een vlam verhit.
De organische stoffen in het monster verbranden nu en verdwijnen als gas, waardoor het monster lichter wordt. Weging voor en na het uitgloeien geeft de hoeveelheid organische stof die aanwezig was.